# Arabella pectinata
Arabella pectinata är en ringmaskart som beskrevs av Fauchald 1970. Arabella pectinata ingår i släktet Arabella och familjen Oenonidae. Inga underarter finns listade i Catalogue of Life.